# Sanctum 3D
Sanctum 3D è un film del 2011 diretto da Alister Grierson e interpretato da Richard Roxburgh e Ioan Gruffudd il cui produttore esecutivo è James Cameron.
Andrew Wight ha scritto la storia, la sceneggiatura e ha partecipato alla produzione: il film è ispirato a una sua drammatica esperienza, quando rimase intrappolato in un sistema di grotte subacquee.

## Trama
Il diciassettenne Josh McGuire si reca alla grotta sottomarina Esa'ala, un sito di esplorazione in Papua Nuova Guinea; è accompagnato da Carl, il finanziatore della spedizione, e dalla fidanzata di quest'ultimo, Victoria. I tre visitano un campo base avanzato a un livello particolarmente profondo della grotta, allestito da Frank, esperto subacqueo e padre di Josh in cattivi rapporti con il figlio.
La squadra di sub entra in acqua per esplorare un nuovo sistema; a una delle subacquee, Judes, si danneggia il tubo del serbatoio dell'aria. Frank cerca di aiutarla con la respirazione condivisa, ma Judes va nel panico e cerca di tenere la maschera, pertanto Frank è costretto a toglierle la maschera lasciandola annegare. Il resto del gruppo assiste all'accaduto attraverso un monitor e Josh accusa il padre dell'accaduto. In un litigio, Frank fa notare che Judes ha praticato l'immersione in uno stato di esaurimento, avendo dovuto svolgere un compito di cui avrebbe dovuto occuparsi Josh.
Una tempesta particolarmente forte sta per colpire il sito prima del previsto; Josh e altri tre membri del gruppo cercano di tornare in superficie, ma la tempesta si trasforma in un ciclone che provoca inondazioni improvvise nella grotta. Josh decide di tornare indietro per non abbandonare suo padre e gli altri sommozzatori e viene accompagnato dall'amico di Frank, Luko. La squadra, ora composta da Frank, Josh, Victoria, Carl e il subacqueo veterano George, è costretta ad abbandonare il campo base per spostarsi nel sistema sotterraneo, ma nella fuga Luko viene trascinato in un tunnel sottomarino. L'unica via di fuga dalla caverna sempre più allagata è immergersi con la muta spostandosi nel tunnel inesplorato. Luko riemerge gravemente ferito e in procinto di morte, quindi Frank lo uccide annegandolo per risparmiargli ulteriori sofferenze. La squadra riesce a riemergere in un altro sistema di grotte, ma Victoria, che aveva rifiutato di indossare la vecchia muta di Jude, soffre di un principio di ipotermia, mentre George scopre di aver subito una malattia da decompressione. Quando il gruppo riparte attraverso il sistema cercando di risalire al mare, George capisce di stare morendo, quindi si nasconde per non essere un peso per i compagni.
Arrivati in un apparente vicolo cieco, Josh sfrutta le sue conoscenze nell'arrampicata per far salire i compagni in un'apertura della parete. Durante la salita di Victoria, le si impigliano i capelli nell'attrezzatura di corda a cui è appesa; cerca di tagliare via i capelli, ma così facendo recide la corda e cade nell'acqua sottostante, morendo sul colpo. Carl ha un crollo emotivo e psicologico per la perdita della fidanzata, quindi ruba l'ultimo respiratore rimasto e scompare in un tunnel subacqueo, abbandonando Josh e Frank. Questi ultimi ritrovano un carro armato giapponese risalente alla seconda guerra mondiale e, dopo una giornata, si imbattono nuovamente in Carl, impazzito ulteriormente dopo aver recuperato il cadavere di Victoria. Accusando Frank della morte della fidanzata, Carl cerca di ucciderlo, venendo fermato da Josh; nella colluttazione, Frank cade su una stalagmite che lo ferisce gravemente alla colonna vertebrale. Carl, resosi conto di quanto ha fatto, si immerge in un tunnel subacqueo, uccidendosi, mentre Frank convince Josh a porre fine alle sue sofferenze annegandolo come aveva fatto lui con Luko. Josh, con l'ausilio della poca aria rimasta nel respiratore, riesce a trovare l'uscita subacquea dalla grotta e a nuotare fino alla spiaggia, dove viene soccorso da alcuni pescatori.

## Produzione
Girato nella città australiana Gold Coast del Queensland, la pellicola sfrutta le innovative tecniche per il 3D stereoscopico progettate dal produttore James Cameron per il film Avatar.

## Distribuzione
La data di distribuzione nelle sale era prevista per il 3 febbraio in Australia e il 4 febbraio negli Stati Uniti. In Italia è uscito l'11 febbraio 2011 a cura della Eagle Pictures.